# Simon Fuller
Simon Fuller, nascut el 17 de maig del 1960 a Xipre, és un productor de discs i de televisió anglès, conegut per haver estat el creador de les Spice Girls i dels S Club 7, així com de la telerealitat Pop Idols i Popstars. Segons publicava el 2007 la revista Time, és una de les 100 persones més influents del món. També és responsable de cocrear i produir el programa So You Think You Can Dance, del canal Fox.